# Rosa repellens
Rosa repellens är en rosväxtart som beskrevs av Henry Hurd Rusby. Rosa repellens ingår i släktet rosor, och familjen rosväxter. Inga underarter finns listade i Catalogue of Life.